# テュフォン (小惑星)
テュフォン (42355 Typhon) は、太陽系外縁天体（散乱円盤天体）のひとつ。ただし近日点が天王星より内側にあるため、ケンタウルス族とされることもある。パロマー天文台で行われた地球近傍小惑星追跡プログラムで発見された。後に1989年にも観測されていたことが判明している。
2006年1月20日にハッブル宇宙望遠鏡を用いて行われた観測によって衛星が発見された。二つの天体はかなり近い大きさ（直径の比率が0.58）であるため、二重小惑星と見なすことも出来る。
2006年11月9日に主星はテュフォン、衛星はエキドナと命名された。それぞれギリシア神話に登場する魔神テューポーンと、その妻エキドナに由来する。